# Ali ibn al-Husayn (re dell'Hijaz)
ʿAli ibn al-Ḥusayn (in arabo ﻋﻠﻲ ﺑﻦ ﺍﻟﺤﺴﻴﻦ‎?, ʿAlī ibn al-Ḥusayn; La Mecca, 1879 – Baghdad, 14 febbraio 1935) è stato re dell'Hijaz e grande sceriffo della Mecca dal 3 ottobre 1924 al 19 dicembre 1925.
Fu il primogenito dello sceriffo al-Husayn ibn ʿAlī, il primo sovrano del contemporaneo regno del Hijaz, ed esponente del casato hascemita.

## Biografia

### Giovinezza
Il padre di ʿAlī ibn al-Husayn fu nominato grande sceriffo di Mecca dalle autorità imperiali ottomane nel 1908, le sue relazioni con i Giovani Turchi, che s'erano impossessati del potere a seguito d'un colpo di mano, erano improntate a una crescente difficoltà.
Nel 1916 divenne uno dei leader della rivolta araba contro la dominazione ottomana. A seguito della vittoria della rivolta, al-Husayn si autoproclamò primo re del Hijaz, grazie al sostegno del Regno Unito. I suoi fratelli ʿAbd Allāh e Faysal furono resi rispettivamente emiro di Transgiordania e re d'Iraq, mentre ʿAlī rimase erede dei territori paterni in Arabia.

### Matrimonio
Nel 1906 ʿAlī sposò a Yeniköy (sul Bosforo) Nafīsa Khanūm, figlia dell'emiro ʿAbd Allāh b. Muhammad Pascià, grande sceriffo ed emiro di Mecca.

### Al governo del Hijaz
Tuttavia, il re al-Husayn si trovò immediatamente coinvolto nello scontro con il casato dei Saʿūd, con sede a Riad. A seguito delle vittorie militari guadagnate dai Saʿūd, al-Husayn abdicò da tutti i suoi onori secolari a favore del figlio ʿAlī il 3 ottobre 1924 (al-Husayn s'era precedentemente insignito del titolo, del tutto vuoto di concreta sostanza, di califfo nel marzo di quello stesso anno). Nel dicembre dell'anno seguente, le forze saudite s'impadronirono del Hijaz, che essi incorporarono nel regno dell'Arabia Saudita. ʿAlī e la sua famiglia ripararono in Iraq.

### Morte
ʿAlī b. al-Husayn morì a Baghdad nel 1935. Ebbe quattro figlie e un solo figlio, ʿAbd al-Ilāh, che divenne reggente del regno iracheno durante la minore età del re Faysal II e che morì il 14 luglio del 1958 in occasione del colpo di Stato militare da parte del generale ʿAbd al-Karīm Qāsim.

## Discendenza
Il principe ʿAlī ebbe un figlio e quattro figlie:
- Principessa Khadija Abdiya (1907 - 14 luglio 1958)
- Principessa Aliya (1911 - 21 dicembre 1950) - sposò Ghazi I, re d'Iraq.
- Principe ereditario Abdallah (14 novembre 1913 - 14 luglio 1958) - Reggente del regno dell'Iraq fino al 1953. Ebbe tre mogli: Melek nel 1936, da cui divorziò nel 1940, Fayẓa nel 1948, da cui divorziò nel 1950, e infine Hiyam nel 1958.
- Principessa Badiya (giugno 1920 - 9 maggio 2020) - sposò sharīf al-Ḥusayn bin ʿAlī.
- Principessa Jalila (1923 - 28 dicembre 1955) - sposò sharīf Ahmad Hāzim Bey.